# Abenteuer Survival/Episodenliste
Diese Liste der Abenteuer-Survival-Episoden enthält alle Episoden der britischen Fernsehserie Abenteuer Survival, sortiert nach der US-amerikanischen Erstausstrahlung. Abenteuer Survival umfasst 8 Staffeln mit 76 Episoden.

## Staffel 1
Die Erstausstrahlung der ersten Staffel war vom 27. Oktober bis zum 29. Dezember 2006 auf dem US-amerikanischen Fernsehsender Discovery Channel zu sehen. Die deutschsprachige Erstausstrahlung sendete die deutsche Version von Discovery Channel vom 8. Juli bis zum 26. August 2007.
| Nr. (ges.) | Nr. (St.) | Deutscher Titel                                                   | Originaltitel           | Erstausstrahlung USA | Deutschsprachige Erstausstrahlung (D) | Regie           |
| ---------- | --------- | ----------------------------------------------------------------- | ----------------------- | -------------------- | ------------------------------------- | --------------- |
| 1          | 1         | Die Rocky Mountains                                               | The Rockies             | 27. Okt. 2006        | .                                     | Mike Warner     |
| 2          | 2         | Allein in der Wüste / In der Moabwüste                            | Moab Desert in Utah     | 10. Nov. 2006        | 8. Juli 2007                          | Mike Warner     |
| 3          | 3         | Allein in der grünen Hölle                                        | Costa Rican Rain Forest | 17. Nov. 2006        | 29. Juli 2007                         | –               |
| 4          | 4         | Allein durch die Wildnis Alaskas                                  | Alaskan Mountain Range  | 22. Dez. 2006        | 5. Aug. 2007                          | Scott Tankard   |
| 5          | 5         | Allein auf den Vulkanbergen Hawaiis / Am Krater des Mount Kilauea | Hawaii – Mount Kilauea  | 1. Dez. 2006         | 12. Aug. 2007                         | Dominic Stobart |
| 6          | 6         | Allein in der Sierra Nevada                                       | Sierra Nevada           | 8. Dez. 2006         | 15. Juli 2007                         | –               |
| 7          | 7         | Allein in der Savanne / Gnadenlose Savanne                        | African Savanna – Kenya | 15. Dez. 2006        | 26. Aug. 2007                         | Mark Westcott   |
| 8          | 8         | Allein in Fels und Eis / Trügerische Gletscher                    | European Alps           | 24. Nov. 2006        | 22. Juli 2007                         | Scott Tankard   |
| 9          | 9         | Mitten im Pazifik                                                 | Desert Island           | 29. Dez. 2006        | 19. Aug. 2007                         | –               |

## Staffel 2
| Nr. (ges.) | Nr. (St.) | Deutscher Titel                                            | Originaltitel       | Erstausstrahlung USA | Deutschsprachige Erstausstrahlung (D) |
| ---------- | --------- | ---------------------------------------------------------- | ------------------- | -------------------- | ------------------------------------- |
| 10         | 1         | Allein in den Sümpfen der Everglades                       | Everglades          | 15. Juni 2007        | 27. Okt. 2008                         |
| 11         | 2         | Auf den Gletschern Islands                                 | Iceland             | 22. Juni 2007        | 3. Nov. 2008                          |
| 12         | 3         | In den Canyons von Mexiko                                  | Mexico              | 29. Juni 2007        | 19. Nov. 2008                         |
| 13         | 4         | In der Hitze Australiens / Allein im Australischen Outback | Kimberly, Australia | 6. Juli 2007         | 18. Nov. 2008                         |
| 14         | 5         | Allein im Dschungel / Im Dschungel von Ecuador             | Ecuador             | 14. Juli 2007        | 18. Nov. 2008                         |
| 15         | 6         | In den schottischen Highlands                              | Scotland            | 20. Juli 2007        | 2. Nov. 2008                          |

## Staffel 3
| Nr. (ges.) | Nr. (St.) | Deutscher Titel                  | Originaltitel          | Erstausstrahlung USA | Deutschsprachige Erstausstrahlung (D) |
| ---------- | --------- | -------------------------------- | ---------------------- | -------------------- | ------------------------------------- |
| 16         | 1         | Stunt über dem Everest           | Bear's Mission Everest | 11. Nov. 2007        | 14. Feb. 2009                         |
| 17         | 2         | Sahara – Skorpione zum Frühstück | Sahara                 | 9. Nov. 2007         | 21. Nov. 2008                         |
| 18         | 3         | Sahara – Das Gesetz der Berber   | Desert Survivor        | 16. Nov. 2007        | 26. Nov. 2008                         |
| 19         | 4         | Panama 1                         | Panama                 | 23. Nov. 2007        | 27. Nov. 2008                         |
| 20         | 5         | Panama 2                         | Jungle                 | 30. Nov. 2007        | 25. Okt. 2008                         |
| 21         | 6         | Patagonien 1                     | Patagonia              | 7. Dez. 2007         | 29. Nov. 2008                         |
| 22         | 7         | Patagonien 2                     | Andes Adventure        | 14. Dez. 2007        | 1. Nov. 2008                          |
| 23         | 8         | Bear isst einfach alles          | Bear Eats              | 21. Dez. 2007        | 24. Dez. 2008                         |

## Staffel 4
| Nr. (ges.) | Nr. (St.) | Deutscher Titel                        | Originaltitel | Erstausstrahlung USA | Deutschsprachige Erstausstrahlung (D) |
| ---------- | --------- | -------------------------------------- | ------------- | -------------------- | ------------------------------------- |
| 24         | 1         | Zambia – Krank im Busch                | Zambia        | 2. Mai 2008          | 14. Nov. 2008                         |
| 25         | 2         | Namibia – An der Skelettküste          | Namibia       | 9. Mai 2008          | 7. Nov. 2008                          |
| 26         | 3         | Sumatra – Allein auf der Vulkaninsel 1 | Jungle Swamp  | 16. Mai 2008         | 25. Jan. 2009                         |
| 27         | 4         | Sumatra – Allein auf der Vulkaninsel 2 | Castaway      | 23. Mai 2008         | 25. Jan. 2009                         |
| 28         | 5         | Sibirien – Die sibirische Tundra 1     | Siberia       | 30. Mai 2008         | 29. Okt. 2008                         |
| 29         | 6         | Sibirien – Die sibirische Tundra 2     | Land of Ice   | 6. Juni 2008         | 31. Okt. 2008                         |

## Staffel 5
| Nr. (ges.) | Nr. (St.) | Deutscher Titel           | Originaltitel                  | Erstausstrahlung USA | Deutschsprachige Erstausstrahlung (D) |
| ---------- | --------- | ------------------------- | ------------------------------ | -------------------- | ------------------------------------- |
| 30         | 1         | In der Wüste Mexikos      | Baja Desert                    | 6. Aug. 2008         | 1. Juni 2009                          |
| 31         | 2         | In den Sümpfen Louisianas | The Deep South                 | 13. Aug. 2008        | 1. Juni 2009                          |
| 32         | 3         | An der Steilküste Irlands | Ireland                        | 3. Sep. 2008         | 1. Juni 2009                          |
| 33         | 4         | In der Prärie Süd-Dakotas | South Dakota                   | 10. Sep. 2008        | 1. Juni 2009                          |
| 34         | 5         | Best of                   | Bears Essentials               | 17. Sep. 2008        | 5. Juni 2009                          |
| 35         | 6         | Im Dschungel von Belize   | Belize                         | 12. Jan. 2009        | 2. Sep. 2009                          |
| 36         | 7         | Im Yukon-Territorium      | Yukon                          | 19. Jan. 2009        | 1. Juni 2009                          |
| 37         | 8         | In den Canyons von Oregon | Oregon                         | 26. Jan. 2009        | 4. Sep. 2009                          |
| 38         | 9         | Im Karibikdschungel       | Dominican Republic             | 2. Feb. 2009         | 3. Sep. 2009                          |
| 39         | 10        | Im anatolischen Gebirge   | Turkey                         | 9. Feb. 2009         | 1. Sep. 2009                          |
| 40         | 11        | In den Karpaten           | Romania                        | 16. Feb. 2009        | 31. Aug. 2009                         |
| 41         | 12        | Tipps zum Überleben 1     | Bear's Ultimate Survival Guide | 23. Feb. 2009        | 7. Sep. 2009                          |
| 42         | 13        | Will Ferrell Special      | Will Ferrell Special           | 2. Juni 2009         | 8. Sep. 2009                          |

## Staffel 6
| Nr. (ges.) | Nr. (St.) | Deutscher Titel              | Originaltitel                           | Erstausstrahlung USA | Deutschsprachige Erstausstrahlung (D) |
| ---------- | --------- | ---------------------------- | --------------------------------------- | -------------------- | ------------------------------------- |
| 43         | 1         | Am Polarkreis                | Arctic Circle                           | 12. Aug. 2009        | 11. Apr. 2010                         |
| 44         | 2         | Der Canyon                   | Alabama                                 | 19. Aug. 2009        | 28. Feb. 2010                         |
| 45         | 3         | Im Dschungel Vietnams        | Vietnam                                 | 26. Aug. 2009        | 4. Apr. 2010                          |
| 46         | 4         | Überlebenskampf in der Wüste | Texas                                   | 2. Sep. 2009         | 7. März 2010                          |
| 47         | 5         | Eisiges Alaska               | Alaska                                  | 9. Sep. 2009         | 21. März 2010                         |
| 48         | 6         | Tipps zum Überleben 2        | Bear's Ultimate Survival Guide Part Two | 16. Sep. 2009        | .                                     |
| 49         | 7         | Hinter den Kulissen          | The Inside Story                        | 23. Sep. 2009        | 28. März 2010                         |
| 50         | 8         | Auf den Pazifischen Inseln   | Pacific Island                          | 6. Jan. 2010         | 18. Apr. 2010                         |
| 51         | 9         | In China                     | China                                   | 13. Jan. 2010        | 2. Mai 2010                           |
| 52         | 10        | Gnadenlose Rocky Mountains   | Big Sky Country                         | 20. Jan. 2010        | 25. Apr. 2010                         |
| 53         | 11        | Gefährliches Guatemala       | Guatemala                               | 27. Jan. 2010        | 9. Mai 2010                           |
| 54         | 12        | Im Großstadt-Dschungel       | Urban Survivor                          | 3. Feb. 2010         | 16. Mai 2010                          |
| 55         | 13        | Making Of (1)                | Shooting Survival                       | 10. Feb. 2010        | 23. Mai 2010                          |
| 56         | 14        | Verloren in Nord-Afrika      | North Africa                            | 17. Feb. 2010        | .                                     |
| 57         | 15        | Bear’s 25                    | Bear's Top 25 Man Moments               | 19. Juni 2010        | .                                     |

## Staffel 7
| Nr. (ges.) | Nr. (St.) | Deutscher Titel              | Originaltitel            | Erstausstrahlung USA | Deutschsprachige Erstausstrahlung (D) |
| ---------- | --------- | ---------------------------- | ------------------------ | -------------------- | ------------------------------------- |
| 58         | 1         | Auf den Torres-Strait-Inseln | Western Pacific          | 11. Aug. 2010        | 5. Dez. 2010                          |
| 59         | 2         | In Australien                | Northern Australia       | 18. Aug. 2010        | 12. Dez. 2010                         |
| 60         | 3         | In den Rocky Mountains       | Canadian Rockies         | 25. Aug. 2010        | .                                     |
| 61         | 4         | In Georgien                  | Caucasus Mountains       | 1. Sep. 2010         | .                                     |
| 62         | 5         | Zuschauer-Special            | Fan vs. Wild             | 8. Sep. 2010         | 26. Dez. 2010                         |
| 63         | 6         | Mojave-Wüste                 | Extreme Desert           | 15. Sep. 2010        | 19. Dez. 2010                         |
| 64         | 7         | In der Wüste Arizonas        | In the Desert of Arizona | .                    |                                       |
| 65         | 8         | Im Dschungel Borneos         | Borneo Jungle            | .                    |                                       |
| 66         | 9         | Norwegen Land der Extreme    | Norway: Edge of Survival | .                    |                                       |
| 67         | 10        | In Schottland gestrandet     | Cape Wrath, Scotland     | (noch nicht belegt)  | .                                     |
| 68         | 11        | Auf den Inseln Malaysias     | Malaysian Archipelago    | (noch nicht belegt)  | .                                     |
| 69         | 12        | Rund um die Welt             | Around The World         | (noch nicht belegt)  | .                                     |
| 70         | 13        | Making-of (2)                | Behind the wild          | (noch nicht belegt)  | .                                     |

## Staffel 8
| Nr. (ges.) | Nr. (St.) | Deutscher Titel           | Originaltitel                     | Erstausstrahlung USA | Deutschsprachige Erstausstrahlung (D) |
| ---------- | --------- | ------------------------- | --------------------------------- | -------------------- | ------------------------------------- |
| 71         | 1         | Jake Gyllenhaal-Special   | Men vs. Wild with Jake Gyllenhaal | 30. Okt. 2011        |                                       |
| 72         | 2         | In den weiten Neuseelands | New Zealand: South Island         | 18. Sep. 2011        |                                       |
| 73         | 3         | Feuer & Eis               | Fire And Ice / Iceland            | 9. Okt. 2011         |                                       |
| 74         | 4         | Im wilden Westen          | Red Rock Country / Southern Utah  | 16. Okt. 2011        |                                       |
| 75         | 5         | Im Land der Maori         | Land of The Maori / New Zealand   | 2. Okt. 2011         |                                       |
| 76         | 6         | Making Of (3)             | Working the Wild                  | 23. Okt. 2011        |                                       |